# Nevrolingvistično programiranje
Nevrolingvistično programiranje (NLP) je psevdoznanstveni pristop h komunikaciji, osebnemu razvoju in psihoterapiji, ki sta ga v 70. letih prejšnjega stoletja ustvarila Richard Bandler in John Grinder v Kaliforniji v Združenih državah. 
Ustvarjalci NLP trdijo, da obstaja povezava med nevrološkimi procesi (nevrološki), jezikovnimi (jezikovnimi) in vedenjskimi vzorci, naučenimi z izkušnjami (programiranje), in da jih je mogoče spremeniti za doseganje določenih ciljev v življenju. 
Ni znanstvenih dokazov, ki bi podprli trditve zagovornikov NLP, in je bila diskreditirana kot psevdoznanost. Znanstveni pregledi navajajo, da NLP temelji na zastarelih metaforah o delovanju možganov, ki niso v skladu s trenutno nevrološko teorijo in vsebujejo številne napake. Pregledi so ugotovili, da so vse podporne raziskave o NLP vsebovale pomembne metodološke pomanjkljivosti in da je bilo izvedenih več študij, ki niso uspele reproducirati izjemnih trditev, ki sta jih izrekla Bandler in Grinder..

Nastanek NLP
NLP je, po besedah dr. Johna Grinderja, nastal kot rezultat analize dela uspešnih psihoterapevtov. Cilj je bil razbrati principe delovanja uspešnih terapevtskih intervencij, ki so bile rezultat intuicije in dolgoletnih izkušenj psihoterapevtov ter jih spraviti v eksplicitno obliko.
Začetek NLP označuje analiza dela treh psihoterapevtov: ustanovitelja Gestalt terapije, Fritza Perlsa, družinske terapevtke Virginie Satir ter psihiatra in psihologa, ustanovitelja Ameriškega združenja za klinično hipnozo, Miltona Ericksona.
Na osnovi analize terapevtske komunikacije oziroma predvsem vprašanj, ki sta jih med terapijo postavljala Fritz Perls in Virginia Satir, sta Bandler in Grinder napisala dve knjigi: The Structure of magic 1 in The Structure of magic 2.
Na osnovi analize pristopov Virginie Satir sta leta 1982 napisala knjigo Reframing: Neuro-Linguistic Programming and the Transformation of Meaning in hkrati sta Bandler in Grinder skupaj z Virginio Satir leta 1976 napisala še knjigo Changing with families. 
Na osnovi analize jezikovnih vzorcev, ki sta jih opazila pri Miltonu Ericksonu sta nastali knjigi Patterns of the Hypnotic Techniques of Milton H. Erickson, M.D. Volume 1 in Patterns of the Hypnotic Techniques of Milton H. Erickson, M.D. Volume 2. 
Od takrat so številni avtorji prispevali dodatne NLP pristope. 

NLP psihoterapija
NLP psihoterapija je uradno priznana psihoterapija v Evropi in jo lahko psihologi in ostali, ki imajo predpogoje za vključitev v psihoterapevtsko izobraževanje, izberejo kot smer psihoterapije za katero se specializirajo.
Nevrolingvistična psihoterapija je sistemsko imaginativna metoda psihoterapije z integrativno-kognitivnimi osnovami in čutilno-specifično usmeritvijo. Pozornost je predvsem na ciljih in notranjih virih klientov kot tudi na zaznavnih kanalih klienta, življenjskih metaforah in vzorcih odnosov.
Na sedmem Kongresu Evropske asociacije za psihoterapijo v Rimu konec junija 1997 je bilo Evropsko združenje NLP psihoterapevtov (European Association for Neuro-Linguistic Psychotherapy, okrajšava EANLPt), ki ima status European Wide Organisation (EWO), sprejeto v European Association for Psychotherapy kot ”modality member”. Psihoterapevtsko izobraževanje izvajajo osebe, ki so pooblaščene s strani European Association for Neuro-Linguistic Psychotherapy in imajo ustrezno psihoterapevtsko izobrazbo.
V Angliji so NLP psihoterapevti združeni v Neurolinguistic Psychotherapy and Counselling Association. V Veliki Britaniji je Nevrolingvistična psihoterapija priznana s strani Odbora za psihoterapijo (United Kingdom Council for Psychotherapy). Akreditacije psihoterapevtov so bile prvo urejene s strani Združenja za nevrolingvistično programiranje (Association for Neuro Linguistic Programming), kasneje pa s strani njegove hčerinske organizacije, Združenja za nevrolingvistično psihoterapijo in svetovanje (Neuro Linguistic Psychotherapy and Counselling Association).
Ločimo dva načina terapevtske uporabe NLP-ja: (1) kot dodaten pristop psihoterapevtov. ki prakticirajo druge terapevtske discipline; (2) kot samostojno psihoterapijo. 
Certificirani programi NLP
Za razliko od NLP psihoterapije, so certificirani programi namenjeni udeležencem, ki bi radi NLP pristope uporabljali kot orodje za dvig osebne in poslovne učinkovitosti in kot metodo za osebnostno rast. Udeleženci, ki opravijo usposabljanje za NLP coache, naj bi s pridobljenimi znanji bili sposobni podpreti kliente pri doseganju njihovih ciljev. NLP coachi niso izšolani za izvajanje terapije in naj se ne bi lotevali problemov, ki zahtevajo psihoterapevtsko obravnavo.  
1. Praktik NLP - udeleženci programa spoznajo temeljna NLP orodja.
2. Mojster praktik NLP - udeleženci programa spoznajo nadaljevalna NLP orodja.
3. NLP coach - udeleženci programa se izobrazijo za pomoč posameznikom in timom pri doseganju ciljev.
4. NLP trener - udeleženci usposabljanja se naučijo podajati NLP znanja (po opravljenem izobraževanju lahko usposabljajo Praktike NLP in Mojster praktike NLP).
5. NLP mojster trener - oseba, ki zaključi usposabljanje za NLP mojster trenerja ali dobi ta naziv na osnovi svojih izkušenj, lahko usposablja nove NLP trenerje.

Mednarodna NLP združenja
V NLP ju obstaja več združenj, ki določajo standarde za pridobitev določenih stopenj v NLP in jih tudi certificirajo. V nadaljevanju so navedena NLP združenja, v katera so vključeni slovenski NLP trenerji in ki tako posredno vplivajo na NLP izobraževanja v Sloveniji. 
INLPTA - International NLP trainers association Arhivirano 2019-03-13 na Wayback Machine. je mednarodna organizacija po čigar standardih dela večina NLP trenerjev v Sloveniji.
DVNLP - Der Deutsche Verband für Neuro-Linguistisches Programmieren je nemška krovna NLP organizacija.
IANLP - International Association for Neuro-Linguistic Programming.
Society of NLP - Society of NLP je združenje, ki ga je ustanovil Richard Bandler.
ITA - International trainers academy (ITA) je združenje NLP trenerjev, ki ga je ustanovil dr. John Grinder.
Kritike NLP
- Prisotnost več mednarodnih zvez oziroma neobstoj krovne zveze, ki bi določala, kaj naj bi usposabljanja za določene NLP stopnje vsebovala, ima za posledico, da se programi med seboj lahko razlikujejo po kakovosti, po vsebinah in po trajanju programov.
- Bandler in Grinder sta v svoji knjigi Frogs into Princes[14] in še nekaterih drugih knjigah dajala pretirane izjave o učinkovitosti NLP metod, tudi take, da NLP pomaga pri zdravljenju širokega spektra fizičnih in duševnih težav in učnih težav, vključno z epilepsijo, kratkovidnostjo in disleksijo.